# 休宁路站
休宁路位于中华人民共和国安徽省合肥市包河区休宁路与宿松路交叉口地下，是合肥轨道交通5号线的地铁车站。于2022年12月26日开通。

## 车站结构
休宁路站位于休宁路与宿松路交叉口，沿宿松路南北向布置，车站为地下两层单柱双跨岛式站台，站台宽度11m，设4个出入口，2组风亭，1座冷却塔。